# 北極之歌
《北極之歌》（Cantus Arcticus），作品61，是芬蘭近代作曲家勞塔瓦拉為管絃樂團以及錄音帶而寫成的音樂作品，創作於1972年。樂譜首頁寫上是為奧盧大學所創作，並且題獻及當時的芬蘭總統烏爾霍·吉科寧。本曲是勞塔瓦拉較為人認識的作品。樂曲中描述了於北極圈內的雀鳥生活，其中作曲家把部份雀鳥所發出的聲音都收錄起來，並利用錄音帶於樂團演奏期間播放，因此作曲家給作品起了一個副題，稱為《雀鳥協奏曲》（Concerto for Birds and Orchestra）。
作品於1972年10月18日於奧盧大學的首屆博士班畢業典禮中作首演，奧盧交響樂團演奏，並由史博文擔任指揮。

## 結構
全曲共分為三個樂章：
- 第1樂章：「沼澤」（The Bog）

以模仿雀鳥叫聲的樂器群與錄音中的鳥聲呼應（包括長笛、雙簧管、單簧管、小號及長號）開始，其後旋律及伴奏樂器加入，在鳥聲的伴奏下，主旋律和副旋律互相交織下，最後以第1單簧管的華彩樂段下安靜地完結。作曲家特意在利明卡沼澤地帶採錄那裏棲息的雀鳥聲音。
- 第2樂章：「憂鬱的」（Melancholy）

以角百靈的聲音開始，及後2部小提琴以4聲部同行和聲帶出稍為憂鬱的旋律，低音絃樂器及後加入作為和聲伴奏，最後其他樂器則於樂章末端一併作簡短的加入，最後以大提琴及低音提琴的延長音結束。
- 第3樂章：「天鵝遷徙」（Swan migration）

開章開首仍以錄音帶先播放，採用了芬蘭國鳥黃嘴天鵝的聲音，在小提琴和中提琴的碎音下，及後先由單簧管帶出16分音符的連奏，長笛和雙簧管亦加入對應，其他樂器以伴奏方式陸續加入，並由圓號帶出主要旋律，其他樂器則以此主旋律加以變化。與前兩樂章相同，隨樂器不斷的減少，最後在豎琴和鋼片琴的和弦下寧靜地完結。
全曲總長度約為18分鐘。

## 配器
- 木管樂器：2長笛、2雙簧管、2單簧管、2巴松管
- 銅管樂器：2圓號、2小號、1長號
- 敲擊樂器：定音鼓（非必要）、鈸、鑼、鋼片琴
- 絃樂器：第1小提琴、第2小提琴、中提琴、大提琴、低音提琴、豎琴
- 其他：設有2聲道的錄音帶播放器

## 外部連結
- Music Finland 網上可閱覽《北極之歌》的參考版樂譜。（页面存档备份，存于）
- 香港管弦樂團有關《北極之歌》〔鳥聲協奏曲〕的簡介，中文介紹由樂評人胡銘堯撰寫；英文簡介由Dr Marc Rochester（新加坡國立大學高級訪問講師）撰寫。